# Lust for Life (canción de Iggy Pop)
«Lust for Life» es una canción interpretada por Iggy Pop y coescrita por David Bowie, incluida en el álbum Lust for Life (1977). En 2004, Rolling Stone lo clasificó #149 en su lista de "Las 500 mejores canciones de todos los tiempos".

## Información de la canción
Fue coescrito por Iggy Pop y David Bowie, con Bowie proporcionando la música (compuesta en un ukelele), y Pop las letras. La canción es conocida por su ritmo de batería de apertura, interpretado por Hunt Sales. El ritmo ya ha sido imitado en numerosas canciones, incluyendo "Are You Gonna Be My Girl" de Jet y "Selfish Jean" de Travis. Sin embargo, el ritmo usado por Sales no era original, ya que deriva a su vez de "You Can't Hurry Love", lanzado en julio de 1966 por The Supremes, y "I'm Ready For Love", lanzado en octubre de 1966 por Martha and the Vandellas.

## Miscelánea
"Lust for Life" se usa en los ámbitos de la cultura:
- En 1996, la canción ganó una nueva audiencia cuando fue utilizada en la introducción de la película Trainspotting.
- Una versión en vivo de Lust for Life aparece como una canción jugable en el videojuego Guitar Hero 5 (2009).
- En el episodio de Los Simpson "The Regina Monologues", la canción se escucha cuando Bart y Lisa se vuelven hiperactivos después de degustar caramelos británicos.
- Bruce Willis ha versionado la canción para la banda sonora de la película de 2003 Rugrats Go Wild.
- Kay Hanley ha versionado la canción para la banda sonora de la película de 2005 Just Like Heaven.